# Eusebio de Emesa
Eusebio de Emesa (o Eusebius Emesenus, ca. 300 – ca. 360) fue un erudito eclesiástico de la iglesia griega y un pupilo de Eusebio de Cesarea.

## Vida
Nació en la ciudad de Edesa a inicios del siglo IV d. C. Tras recibir su educación fundamental en su ciudad natal, estudió Teología en Cesarea y en Antioquía, y Filosofía y ciencias en Alejandría. Entre sus profesores estaban el propio Eusebio de Cesarea y Patrófilo de Citópolis.

## Trayectoria
La reputación que él adquirió por su erudición y su elocuencia hizo con que le fuera ofertada la sede de Alejandría como sucesor del depuesto Atanasio de Alejandría a principios del año 339, pero lo rechazó y el Concílio de Antioquia escogió entonces a Gregorio de Capadocia, "un agente más preparado para el trabajo duro que necesita ser hecho". Eusebio aceptó el pequeño obispado de Emesa (la moderna ciudad de Homs), en la antigua Fenicia. Sin embargo, sus habilidades como matemático y como astrónomo hicieron que sus feligreses lo acusaran de practicar brujería y tuvo que huir hacia Laodicea. Una reconciliación fue promovida por el Patriarca de Antioquía, pero la tradición dice que Eusebio de Emesa renunció al cargo y terminó su vida estudiando en Antioquía.
Su fama como astrólogo llegó a oídos del emperador romano Constancio II, de quien se hizo uno de sus favoritos, acompañándolo en muchos viajes. La simpatía teológica de Eusebio estaba con el partido semiarriano, pero su interés en la controversia no era tan fuerte. Su vida fue escrita por su amigo Jorge de Laodicea.

## Obras
Un considerable número de suyos sermones sobrevivieron, aunque no siempre hayan sido reconocidos como obras suyas. Butyaert descubrió un manuscrito en Troyes en 1914 conteniendo una traducción latina de ellos. Existe también una colección de sermones en armenio, mezclados con algunos sermones de Severiano de Gabala.
El santo Jerónimo de Estridón, en su obra De Viris Illustribus (cap. 91), escribió que Eusebio de Emesa era autor de la obra "Contra los judíos, los gentiles y los novacianos" y además escribió más de treinta homilías sobre los Evangelios, "cortas, pero numerosas". Y fue enterrado en Antioquía.